# Ormetica pretiosa
Ormetica pretiosa là một loài bướm đêm thuộc phân họ Arctiinae, họ Erebidae.